# Hermaville
Hermaville là một xã của tỉnh Pas-de-Calais, thuộc vùng Hauts-de-France, miền bắc nước Pháp.

## Liên kết ngoài

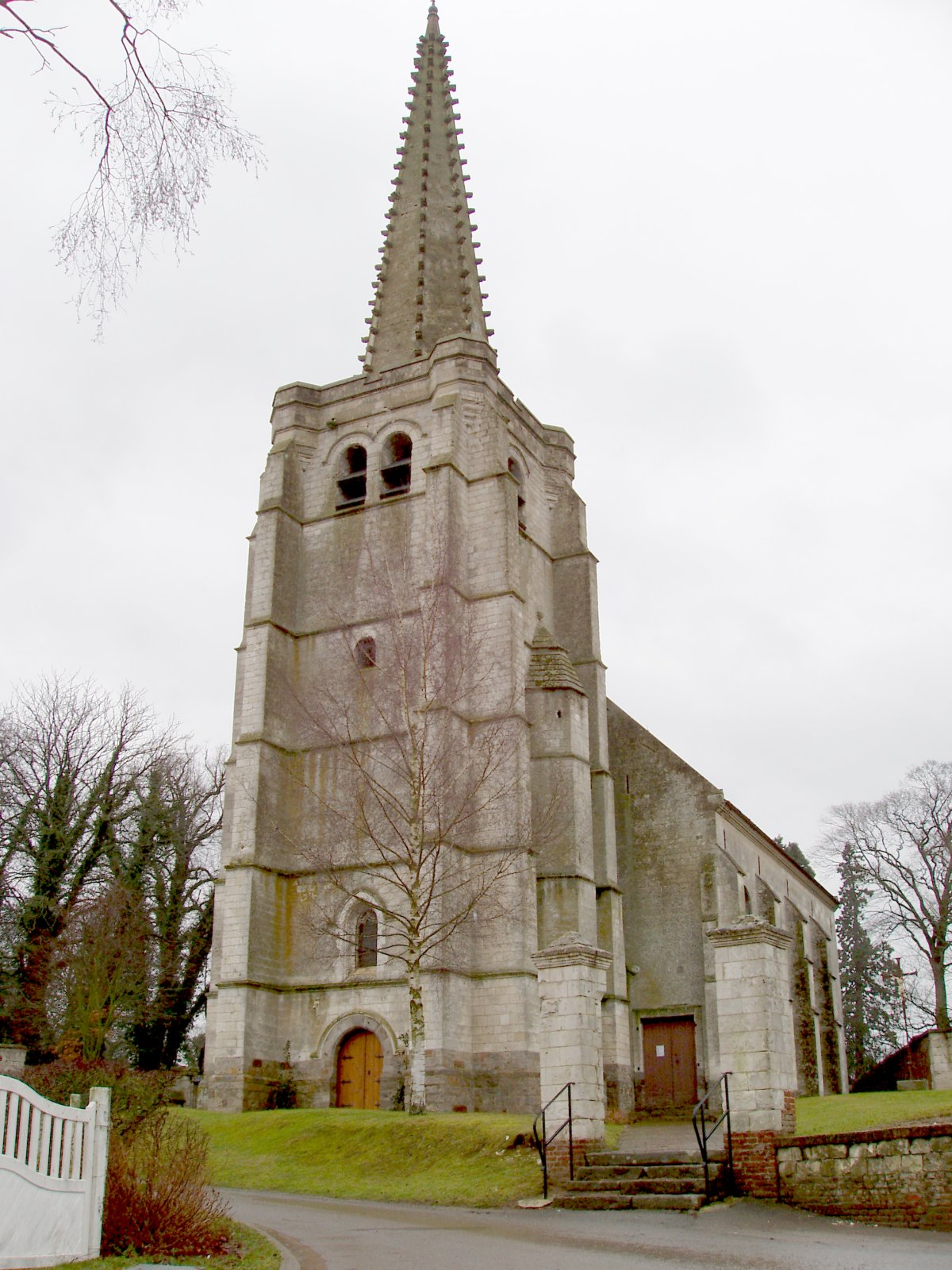
Saint Georges church in winter
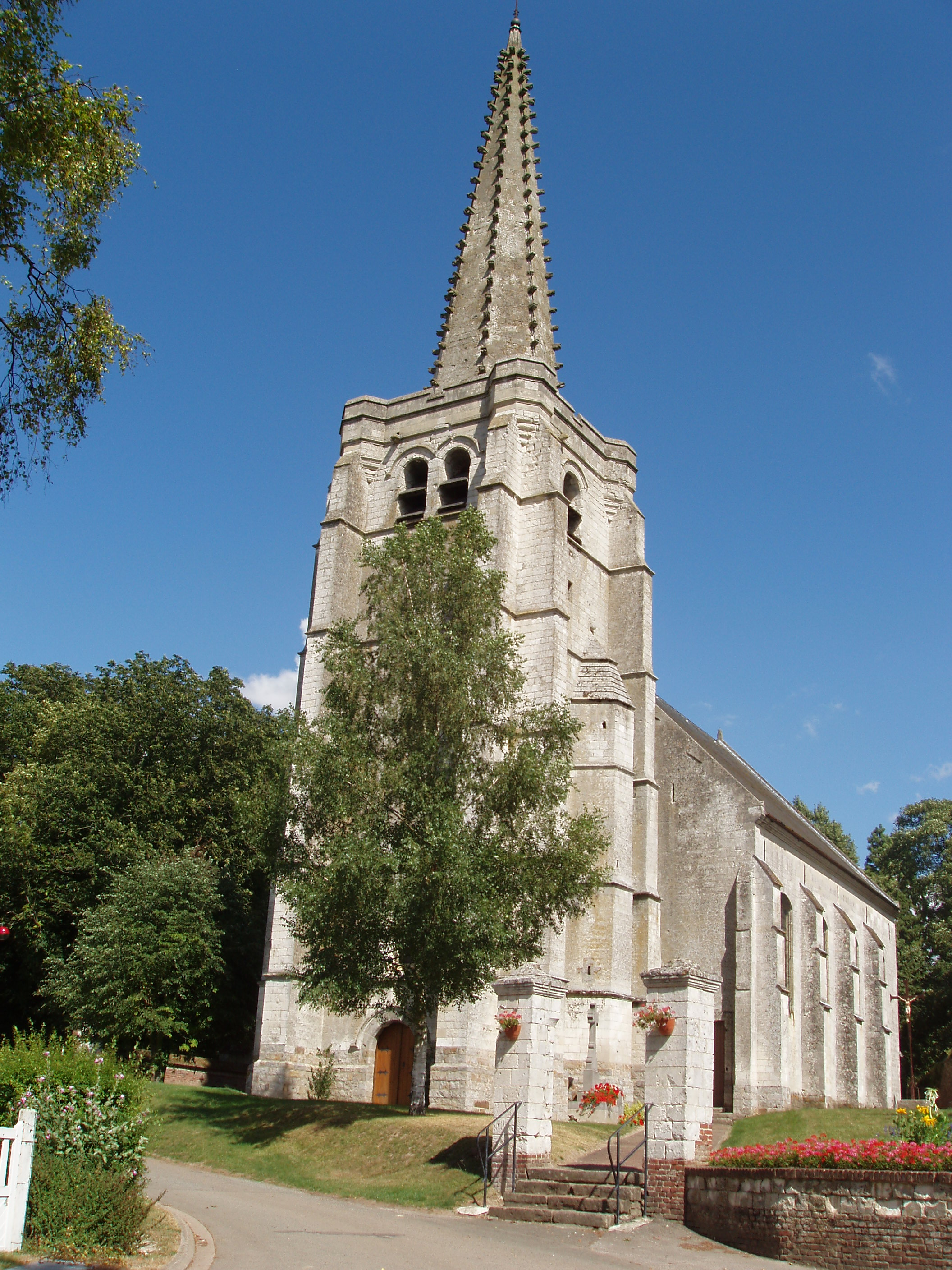
The church in summer
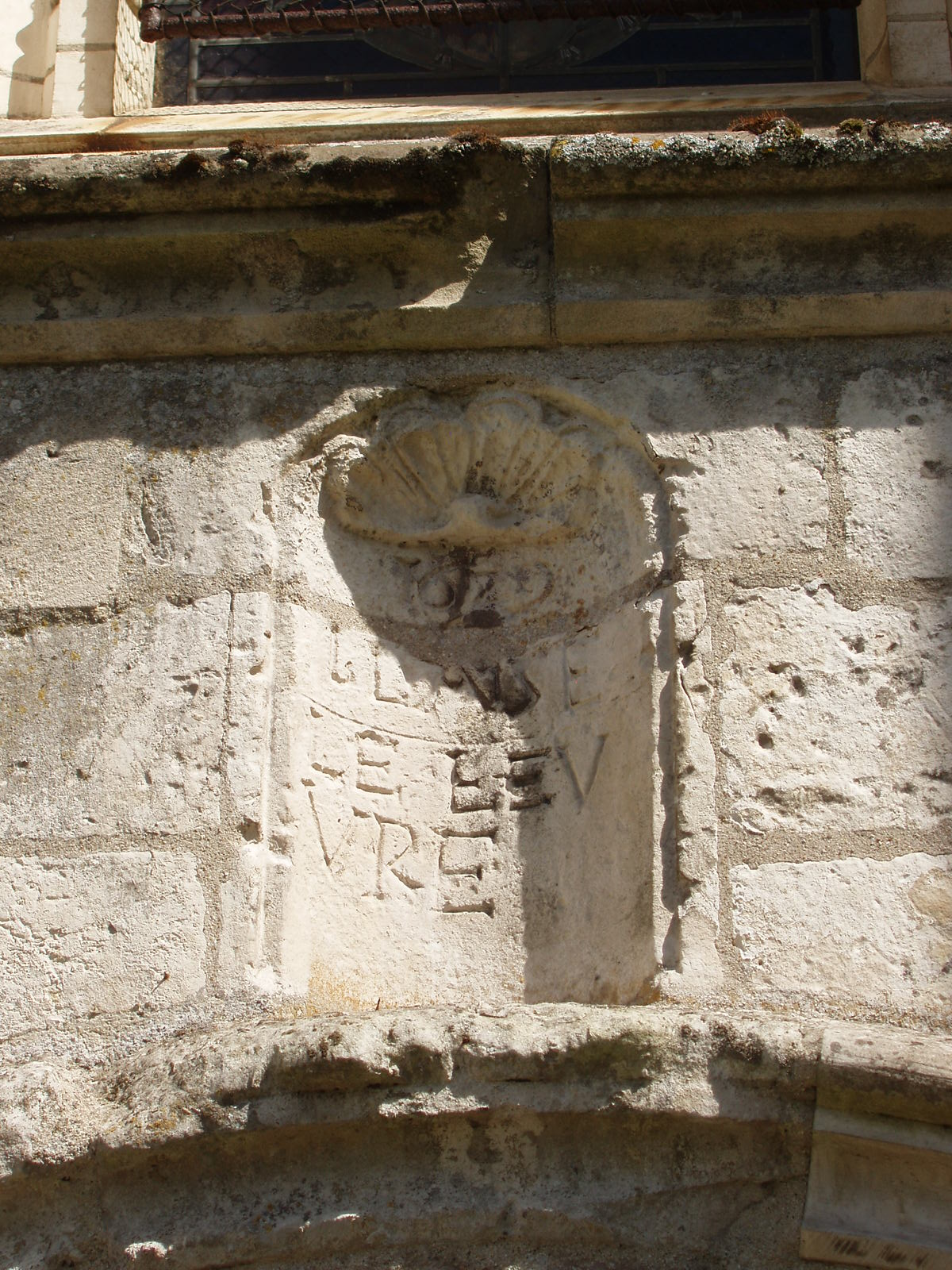
A niche over the church porch
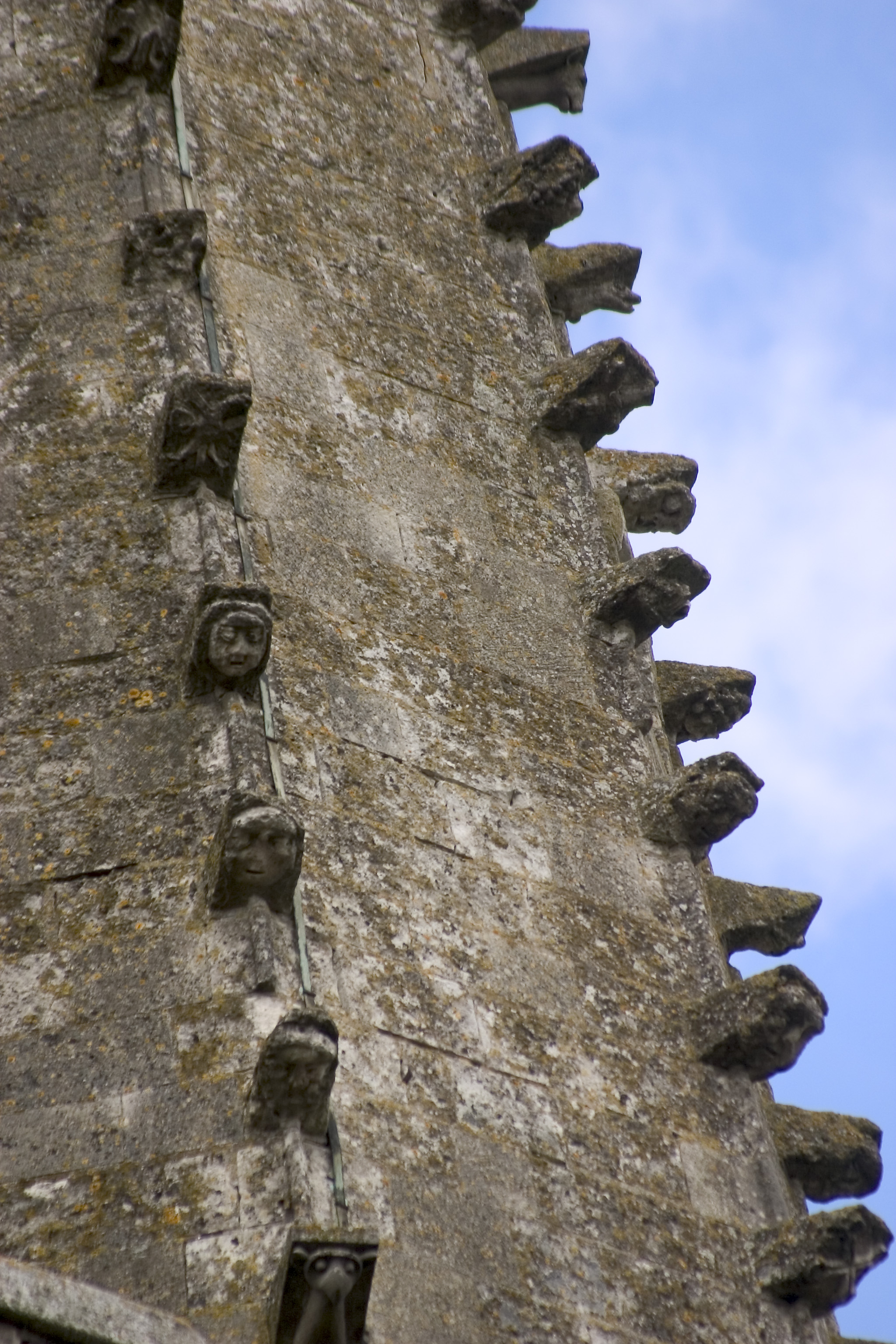
Unusual features on the spire
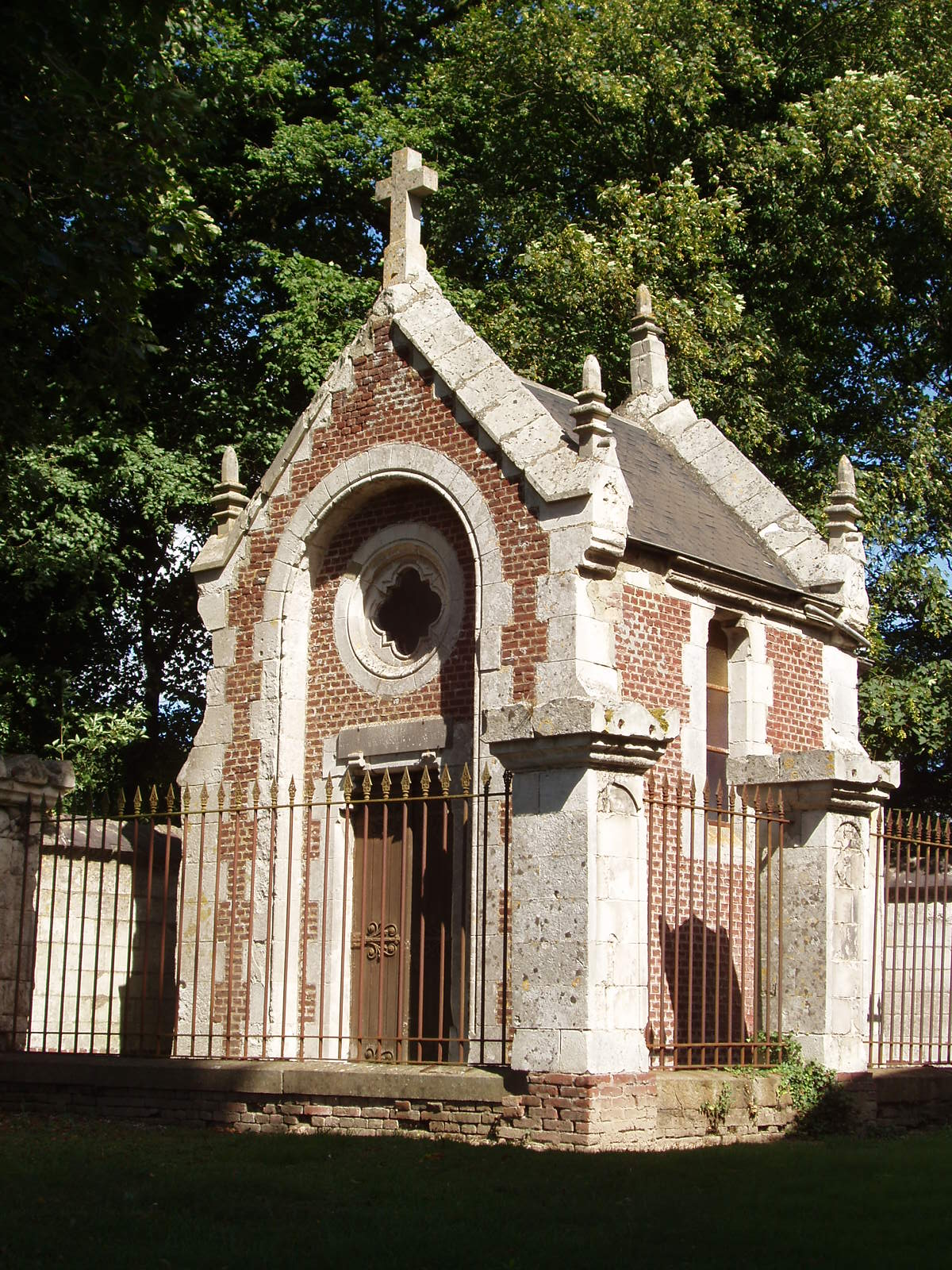
The Salignac-Fénelon family crypt
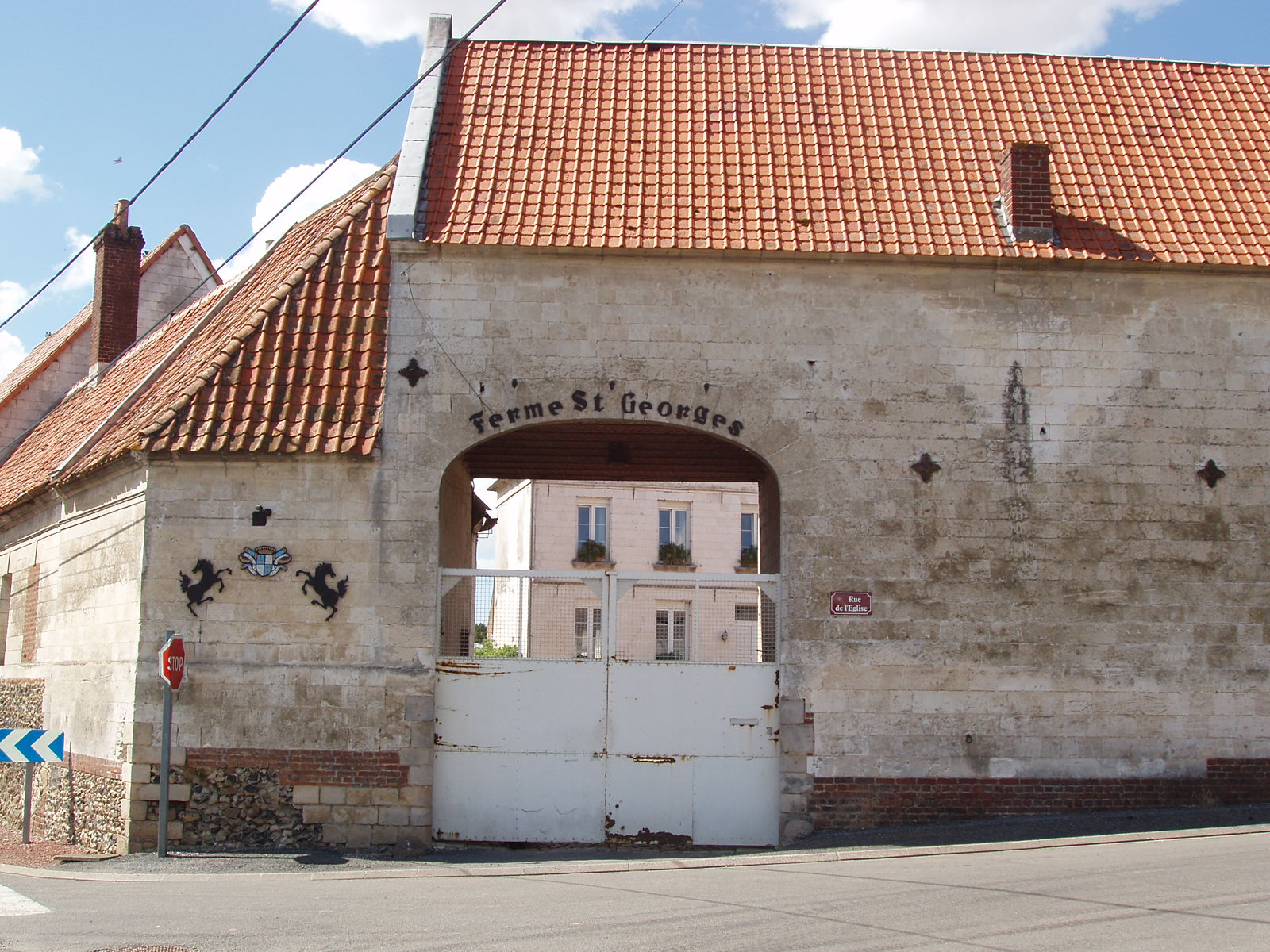
The farm of Saint Georges
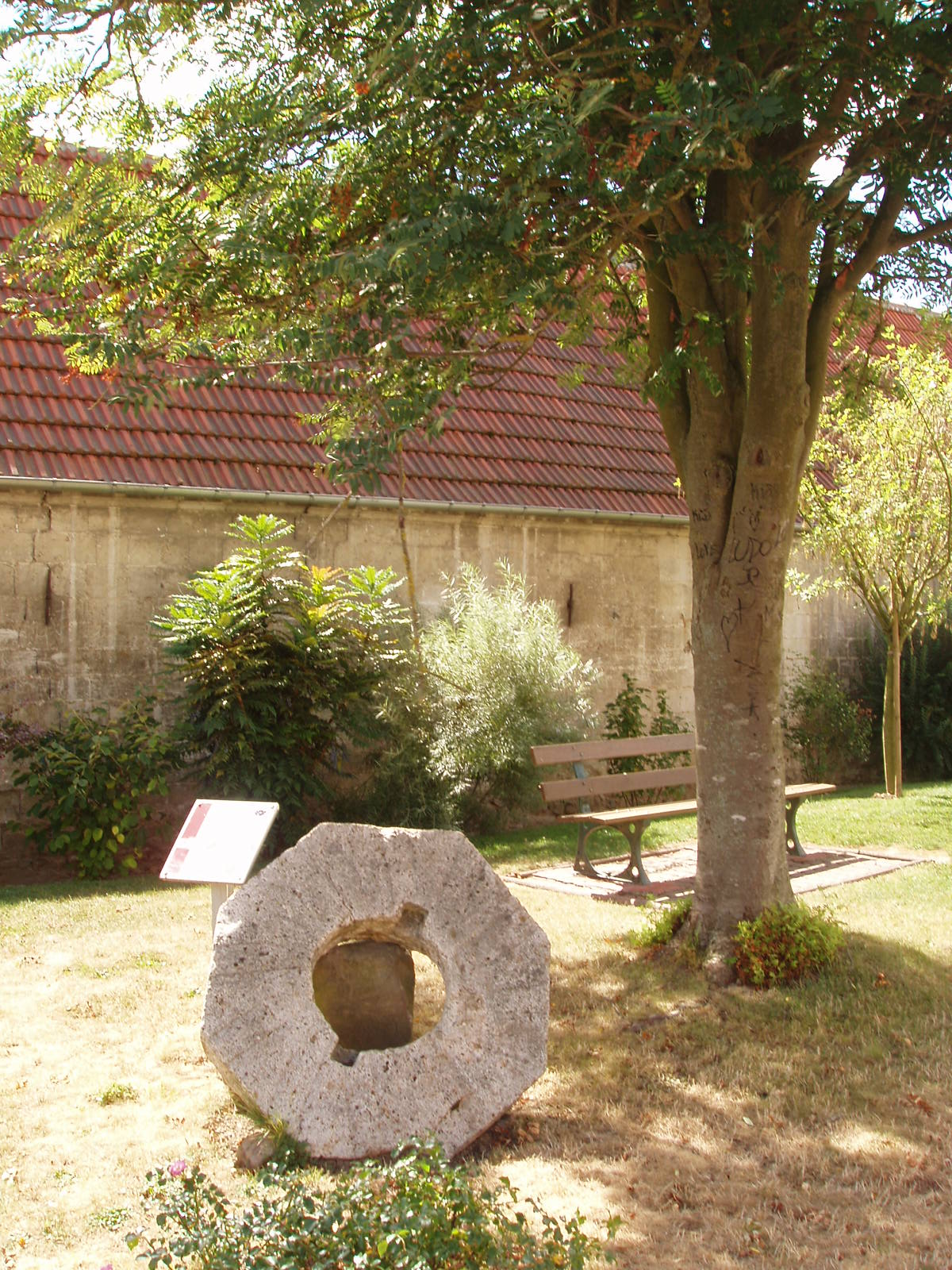
A millstone
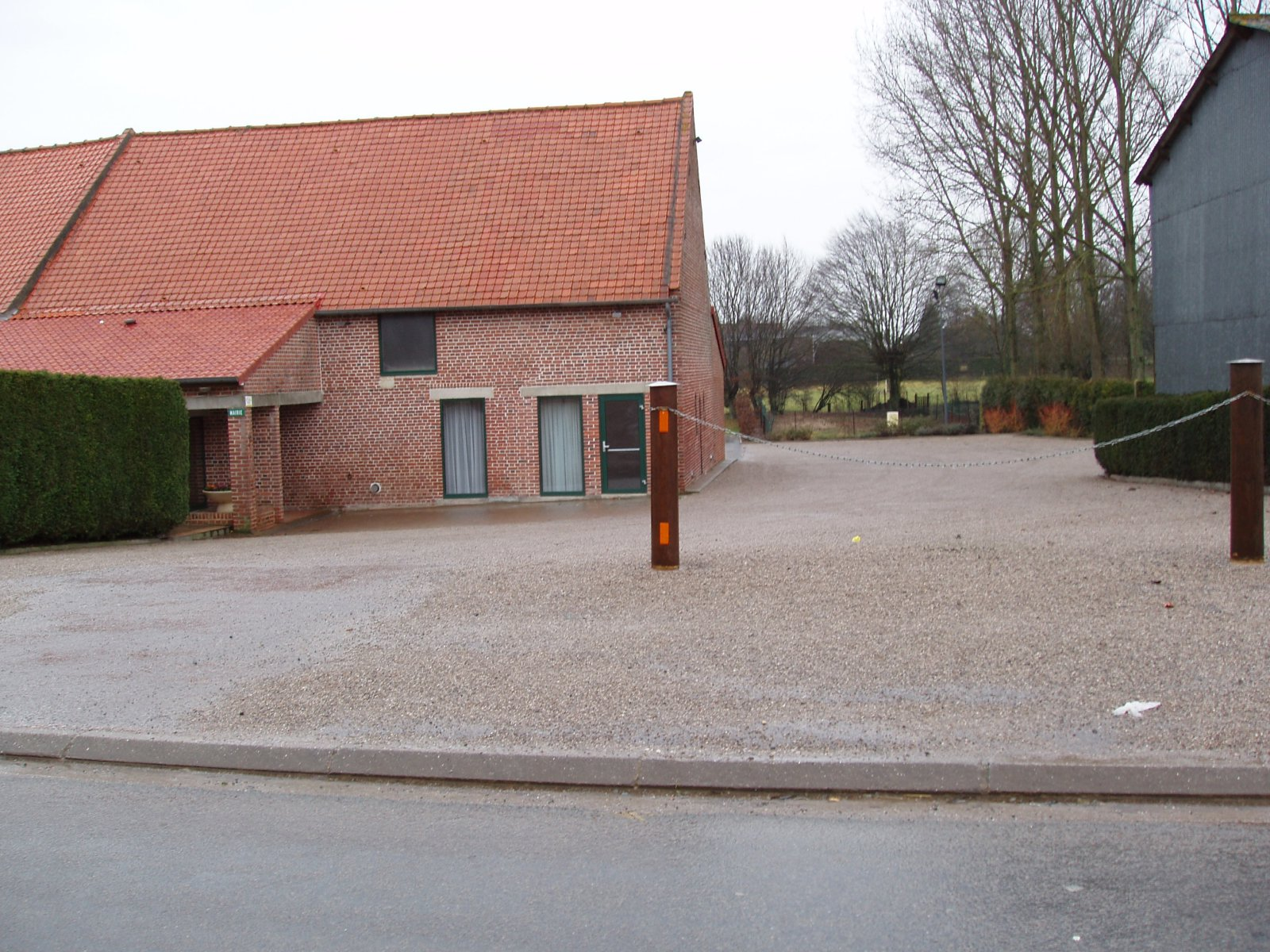
The village hall

## Dân số
| 1962                                                           | 1968 | 1975 | 1982 | 1990 | 1999 | 2006 |
| -------------------------------------------------------------- | ---- | ---- | ---- | ---- | ---- | ---- |
| 315                                                            | 329  | 313  | 402  | 456  | 455  | 536  |
| Census count starting from 1962: Population without duplicates |      |      |      |      |      |      |